# Salvation Mountain

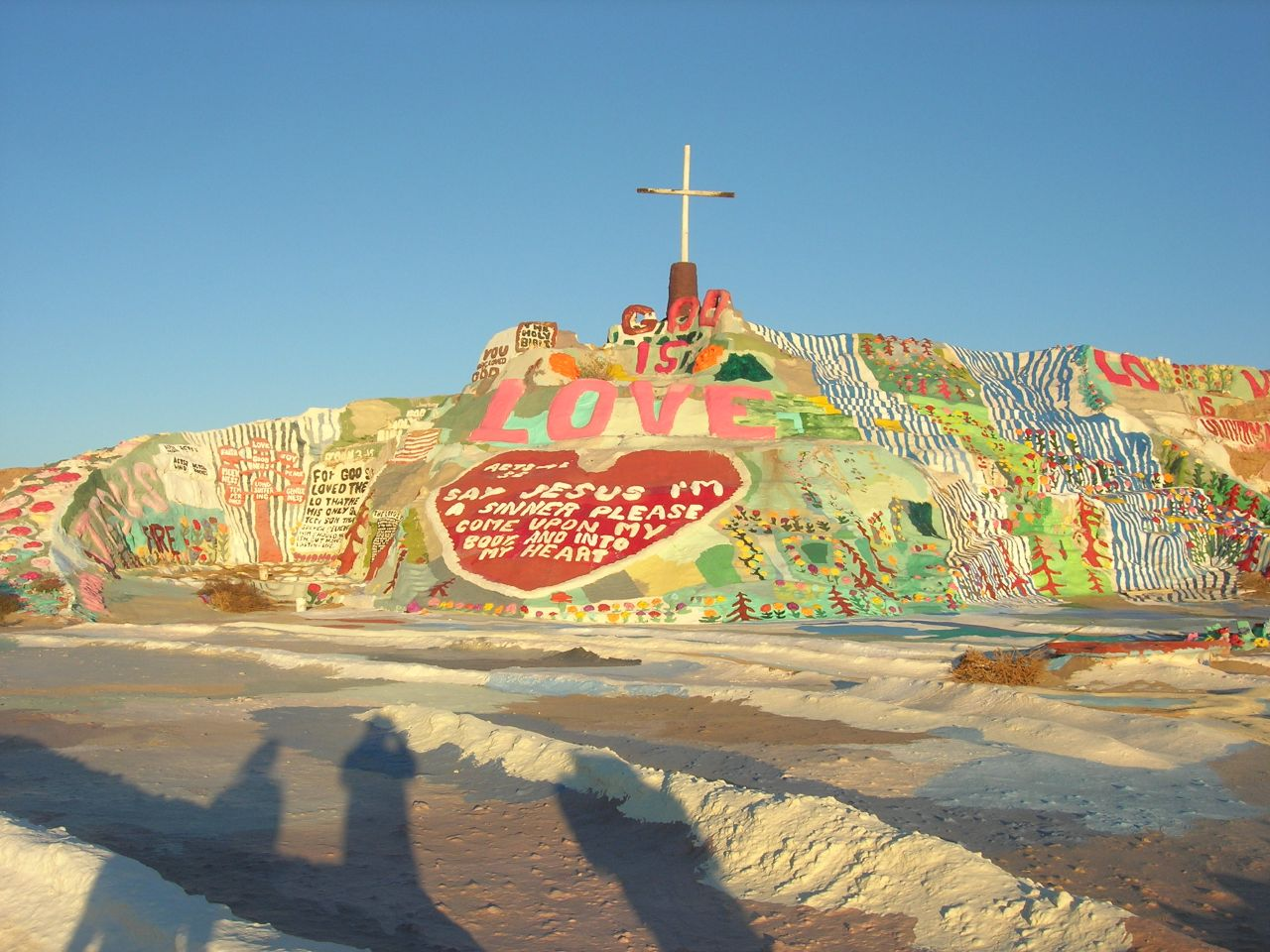
Salvation Mountain

Der Salvation Mountain ist eine bunte Kunstinstallation auf einem kleinen Hügel im Norden von Calipatria (Kalifornien), in der Nähe von Slab City.

## Zweck
Der Salvation Mountain ist aus Tonnen von Lehm, Stroh und Farbe hergestellt. Leonard Knight (* 1. November 1931 in Vermont; † 10. Februar 2014 in El Cajon) fertigte ihn an, um die Botschaft „Gott liebt alle“ mitzuteilen. Knight verzichtete bewusst auf Geldspenden, damit sein Werk nicht von bestimmten Gruppen instrumentalisiert werden kann. Er lebte ohne fließend Wasser und Strom in einem von ihm gestalteten 1930er-Truck von Chevrolet. Er war nur über den Postweg zu erreichen.

## Geschichte
Seitdem er 1984 einen Berg zu formen begonnen hat, sind auch einige bemalte und verzierte Autos und Trucks hinzugekommen. Mitte der neunziger Jahre hatte die Regierung von Kalifornien mehrfach versucht, Slab City und den Salvation Mountain zu schließen. Es konnte verhindert werden, da Leonard Knight mit seinem Kunstwerk mittlerweile über die Landesgrenzen bekannt war. Der Berg wurde von Senatorin Barbara Boxer 2002 zum Nationalen Kulturgut erklärt.

## Verschiedenes
- In dem Film Into the Wild von 2007 machen Christopher McCandless und Tracy einen Ausflug zum Salvation Mountain. Dort treffen sie auch Leonard Knight, mit dem sie sich unterhalten und zusammen an dem Berg arbeiten.
- Der Salvation Mountain ist Teil folgender Dokumentationen: Plagues & Manly Pleasures on the Salton Sea, Desertopia, und Mountain.
- Der Berg wird auch als Backcover-Foto für die Kyuss-Alben And The Circus Leaves Town und Muchas Gracias: The Best of Kyuss sowie auf dem Switchfoot Album Hello Hurricane verwendet.
- Im Computer- und Konsolenspiel Grand Theft Auto V wurde der Salvation Mountain nahe der fiktiven Stadt Sandy Shores umgesetzt.
- Heidi Klum ließ 2013 ihre Germany’s-Next-Topmodel-Kandidatinnen in Hippie-Kleidern am Salvation Mountain posieren.
- Das Video zum Coldplay-Song „Birds“ wurde am Salvation Mountain gedreht.
- Das Video der Künstlerin Kesha zum Song „Praying“ spielt am Salvation Mountain.
- Das Video der Sängerin Jessica Jung zu ihrem Song „Fly“ wurde am Salvation Mountain gedreht.
- Das Video des Künstlers Jonas Blue zu seinem Song „Fast Car“ wurde teils am Salvation Mountain gedreht.
- Das Musikvideo von Eddie O’Keefe für Springtime Carnivore zu ihrem Song „Two Scars“ wurde teils am Salvation Mountain gedreht.